# Acalypha oblancifolia
Acalypha oblancifolia är en törelväxtart som beskrevs av Cyrus Longworth Lundell. Acalypha oblancifolia ingår i släktet akalyfor, och familjen törelväxter. Inga underarter finns listade i Catalogue of Life.